# KOBE CALLING
『KOBE CALLING』（コウベ コーリング）は、1996年10月4日から2007年3月29日までサンテレビで毎週放送されていた音楽情報番組。略称はKC。
チバテレビでも2004年4月から2007年3月まで放送されていた。

## 概要
関西発の音楽情報番組としてパーソナリティ交代や放送枠移動のマイナーチェンジを行いながら10年半もの長きにわたって放送された。
ライブ、イベント・リポートを中心にインタビューやミュージック・ビデオをパーソナリティが紹介していくVTR中心の構成。
番組MCをパーソナリティと呼称、実際大久保かれんをはじめとするラジオパーソナリティがMCを務めた。さらに同一アーティストを定期的に取り上げて推したり、番組主催のライブイベントを意欲的に行うなどFMラジオ番組のような番組作りが特色だった。
2006年1月31日からは動画配信サイトGyaOで番組の一部を「KANSAI CALLING」のタイトルでストリーミング配信していた。

## 放送時間
サンテレビ
- 金曜日 24:35 - 25:00（1996年10月4日 - 1999年3月26日）
- 月曜日 24:40 - 25:35（1999年4月5日 - 2001年9月?）
- 水・木曜日 17:30 - 18:00→17:00 - 17:30（2002年1月 - 2007年3月）

チバテレビ
- 日曜日 20:00 - 20:30（2004年4月2日 - 2007年3月29日）

## 出演
パーソナリティ
- 大久保かれん（1996年10月 - 2003年3月） - 初代
- 福島有紀（2003年4月 - 9月25日） - 2代目
- ターキー（2003年10月1日 - 2007年3月29日） - 3代目
- 神田亜紀（2003年10月1日 - 2004年7月1日） - 3代目
- 西村愛（2006年4月 - 2007年3月29日） - 4代目

## 放送局
| 放送対象地域 | 放送局     | 放送期間                      | 備考                   |
| ------------ | ---------- | ----------------------------- | ---------------------- |
| 兵庫県       | サンテレビ | 1996年10月4日 - 2007年3月29日 | 制作局                 |
| 千葉県       | チバテレビ | 2004年4月2日 - 2007年3月29日  |                        |
| 日本全域     | GyaO       | 2006年1月31日 - 2007年3月     | ディレクターズカット版 |

## 関連番組
- BIG TIME TELEVISION - 後継番組
- MUSIC EDGE + Osaka Style - 毎日放送の関西ローカル音楽情報番組。同時期放送。
- West20 - 読売テレビの関西ローカル音楽情報番組。同時期放送。